# Невероятно странные создания, которые перестали жить и превратились в зомби
«Невероя́тно стра́нные созда́ния, кото́рые переста́ли жить и преврати́лись в зо́мби», также «Неимоверно странные существа, переставшие жить и ставшие полузомби!!?» (англ. The Incredibly Strange Creatures Who Stopped Living and Became Mixed-Up Zombies!!?) — американский фильм ужасов 1964 года режиссёра Рэя Денниса Стеклера. Стеклер, под псевдонимом Кэш Флэгг, сыграл в фильме главную роль.
Фильм является первым мюзиклом с монстрами, на месяц опередившим «Ужас пляжной вечеринки».

## Сюжет
Танцовщица Мардж, страдающая алкогольной зависимостью, работает в одном из клубов парка развлечений. Однажды после провала своего выступления она отправляется к гадалке Мисс Эстрелле, чей киоск находится в том же парке. Она рассказывает гадалке, что чувствует себя в опасности и хочет узнать своё будущее. Эстрелла говорит, что её ждёт смерть, после чего Мардж в панике пытается убежать, но нечаянно открывает не ту дверь, и её пытается схватить чья-то рука. Она всё же выбегает из киоска, но теряет свою сумочку.
Молодой механик Джерри вместе со своей девушкой Анджелой и лучшим другом Гарольдом отправляются в парк развлечений. Они замечают выбежавшую в ужасе Мардж и решают заглянуть внутрь, а заодно узнать свою судьбу. Мардж предсказывает будущее Анджеле, но отвергает аналогичную просьбу Джерри и говорит, что не может увидеть о нём ничего. Они встречают зазывалу, который предлагает за 10 центов посмотреть шоу 20 танцовщиц, изюминкой которого является цыганка-стриптизёрша Кармелита. Джерри, очарованный ею решает посетить шоу, что приводит к ссоре с Анджелой. Она убегает, и Джерри просит Гарольда проводить её до дома.
Во время просмотра шоу к нему подходит отвратительный помощник Эстреллы Ортега и протягивает записку от Кармелиты с предложением встретиться у неё в раздевалке. Там Джерри гипнотизирует Эстрелла, являющаяся её сестрой, и велит убить Мардж.
Джерри нападает на Мардж и её партнёра Билла Уорда и убивает их прямо во время представления.
Ночью Джерри мучают кошмары, а на утро он не помнит, как вернулся обратно, хотя и не пил. Отправившись домой к Анджеле, чтобы извиниться, он видит её загорающей на шезлонге возле бассейна. Во время разговора Анджела достаёт зонт и начинает им крутить, чем вводит Джерри в состояние транса. Он представляет перед собой Кармелиту и пытается задушить Анджелу, но ему мешает её брат Мэдисон.
Джерри понимает, что ночной кошмар был не сном и отправляется к Кармелите за ответом. В это время Стелла — танцовщица, работающая вместе с Кармелитой, заходит к Эстрелле по поводу убийства Мардж, она видела как та выбежала от гадалки в панике. Эстрелла отрицает, что видела девушку, и Стелла уходит. Зайдя к Кармелите, Джерри снова подвергается к гипнозу и получает приказ убить Стеллу. Он пробирается к ней в дом и закалывает ножом её и её парня. После чего, находясь всё ещё под гипнозом, возвращается к Эстрелле. Цыганка благодарит его за проделанную работу, обливает лицо кислотой и Ортега пытается запереть его вместе с остальными жертвами гипноза в специальной комнате. Один из обезображенных «зомби» выбирается и убивает Ортегу, в то время как другие душат сестёр-цыганок. После этого, зомби проникают в соседний клуб и начинают душить артистов. Прибывшие полицейские, убивают их и находят тела цыганок. В это время в киоск гадалки приходят, отправившиеся на поиски Джерри Анджела, Гарольд и Мэдисон. Обезображенный Джерри выбегает из парка развлечений и убегает от друзей и полиции вдоль пляжа. Взобравшись на прибрежную скалу он кричит Анджеле, чтобы она уходила. В этот момент полицейский стреляет в Джерри и он падает в море. Раненного Джерри вытаскивают из воды друзья и он умирает у них на руках.

## Актёры
| Актёр                              | Роль                                      |
| ---------------------------------- | ----------------------------------------- |
| Рэй Деннис Стеклер (как Кэш Флэгг) | Джерри                                    |
| Кэролин Брэндт                     | Мардж Нильсон                             |
| Бретт О’Хара                       | мадам Эстрелла                            |
| Атлас Кинг                         | Гарольд                                   |
| Шерон Уолш                         | Анджела                                   |
| Пэт Кирквуд (как Мэдисон Кларк)    | Мэдисон                                   |
| Эрина Энио                         | Кармелита                                 |
| Дон Расселл (как Джек Брэди)       | Ортега                                    |
| Тони Кэмел                         | Стелла                                    |
| Джоан Ховард                       | мать Анджелы                              |
| Нил Стиллмен                       | зазывала                                  |
| Уильям Тёрнер (как Билл Уорд)      | Билл Уорд                                 |
| Джин Поллок (как Билл Уорд)        | управляющий ночным клубом                 |
| Ласло Ковач                        | посетитель карнавала (в титрах не указан) |

## Производство

### Название
На время своего выхода, «Невероятно странные создания, которые перестали жить и превратились в зомби» были вторым по длине названия фильмом в жанре ужасов (первым был фильм Роджера Кормана «Сага о женщинах-викингах и их путешествии к водам великого морского змея»).
Однако, это не было первоначальным названием фильма. Как заявлял Стеклер, фильм должен был называться «Невероятно странные создания, или почему я перестал жить и превратился в зомби» (англ. The Incredibly Strange Creatures, or Why I Stopped Living and Became a Mixed-up Zombie), но его пришлось изменить под угрозой судебного иска со стороны Columbia Pictures в связи с похожестью на «Доктор Стрейнджлав, или Как я перестал бояться и полюбил бомбу», съёмки которого также проходили в то время.
Изначально фильм был выпущен студией Арча Холла-старшего Fairway-International Pictures, который поместил его в качестве нижней половины двойного сеанса (double feature) с его собственным фильмом. Недовольный этим Стеклер выкупил у него обратно права на распространение и выкупив права на фильм Колмена Фрэнсиса «Зверь равнины Юкка», демонстрировал оба фильма в дорожных кинотеатрах на всей территории США. Для привлечения большего числа посетителей он несколько раз менял название фильма на The Incredibly Mixed-Up Zombie, Diabolical Dr. Voodoo и The Teenage Psycho Meets Bloody Mary.

### Съёмочная команда
Бретт О’Хара обычно была заменой для Сьюзен Хэйворд. Роль мадам Эстреллы была единственной настоящей ролью в её карьере.
Шерон Уолш первоначально не рассматривалась на роль Анжелы. Роль была дана Боните Джейд, но когда пришло время снимать сцену с ней, она заявила что уходит чтобы встретить своего бойфренда, выступавшего в то время и что она ни разу не пропускала его концерты. Взбешённый Стеклер сказал Уолш, что теперь она исполнительница главной женской роли. Ранее она уже появлялась в фильме в нескольких танцевальных номерах и её решили замаскировать, сменив причёску.
Стеклер сыграл главную роль Джерри, под псевдонимом Кэш Флэгг, а на роль Мардж взял свою жену Кэролин Брэндт. Один из инвесторов фильма Джордж Морган сыграл пьяницу, которого мисс Эстрелла отравила в начале фильма. Джоан Ховард, сыгравшая мать Анджелы, была визажистом, а исполнитель роли зазывалы Нил Стиллмен был почтальоном. Однажды, когда во время съёмок он доставлял посылку, Стеклер предложил ему роль. Сценарист фильма Роберт Силлифэнт сыграл одного из зомби.
Операторами фильма выступили три человека, в будущем ставшие важными фигурами среди операторов: Джозеф В. Масчелли, автор книги The Five Cs of Cinematography; Вилмош Жигмонд (обозначенный как Уильям Жигмонд), выигравший премию Оскар за работу над Близкими контактами третьей степени; и Ласло Ковач (обозначенный как Лесли Ковач).

### Студия
Большая часть фильма была снята в старом, долгое время пустовавшем Масонском храме в Глендейле, Калифорния, принадлежащем актёру Року Хадсону. Девятиэтажное здание состояло из импровизированных павильонов звукозаписи, расположенных этаж за этажом, нескольно из которых были достаточно вместительными чтобы создать сцены внутренних павильонов аллеи аттракционов. В том же году студию использовали для съёмок другого низкопробного фильма о монстрах Ползучий ужас (англ. The Creeping Terror). Film Center Studios была популярна среди продюсеров, не бывших членами профсоюза, потому что они могли выключить лифт чтобы не впускать агентов профстоюза IATSE, которые считали сложным взбираться по лестнице на седьмой этаж главной сцены.
Эпизод карнавала был снят в парке развлечений The Pike, закрывшемся в 1978 году, расположенным на Лонг-Бич, Калифорния. В качестве роллеркостера был задействован аттракцион The Cyclone Racer.

### Бюджет
На протяжении съёмок Стеклер нуждался в средствах как для производства фильма, так и для утоления основных потребностей, платы за квартиру и еду. Атлас Кинг, выросший вместе со Стеклером, дал ему три тысячи долларов из своего кармана. Универсал, который Джерри водит в фильме, принадлежал семье Стеклера. Также кадры в доме Джерри снимались в настоящем доме Стеклера. Кадры в доме Стеллы снимались в доме оператора Вилмоша Жигмонда.
Бюджет «Невероятно странных созданий» составил 38 тысяч долларов, что сделало его самым дорогим фильмом Стеклера.

## Критика
На нескольких показах фильма люди в масках монстров, иногда включая и самого Стеклера, бегали по кинотеатру и пугали зрителей (этот приём был обозначен на плакатах к фильму как «Hallucinogenic Hypnovision»).
В 2004 году в DVD 50 худших фильмов всех времён «Невероятно странные создания» был назван самым худшим фильмом.
Однако, фильм стал знаменит среди поклонников кэмпинга и китча. В 1973 году рок-критик Лестер Бэнгс написал о «Невероятно странных созданиях» благосклонное эссе, в котором попытался объяснить и ценность фильма:
...Эта киношка не просто протестует против, или даже пренебрегает, стандартами вкуса и искусства. Во вселенной, населённой «невероятно странными существами, которые перестали жить и превратились в зомби», о таких вещах как стандарты и обязанности никогда и не слышали. Именно эта лунная чистота, во многом придаёт фильму его классические достоинства. Как и За пределами долины кукол и некоторые другие, он останется артефактом, и через годы учёные и искатели истины смогут обернуться и сказать «Это был трэш!»

## Релиз на DVD
В 2006 году «Невероятно странные создания» были выпущены на DVD, содержащем комментарии критика «фильмов для драйв-ин» Джо Боба Бриггса.